# Always Outnumbered - Giustizia senza legge
Always Outnumbered - Giustizia senza legge  (Always Outnumbered) è un film per la televisione del 1998 diretto da Michael Apted.

## Trama
Socrate è un ex detenuto che vive in un quartiere difficile di Los Angeles cercando di fare ammenda per gli errori del suo passato. Mentre osserva le conseguenze delle sue azioni precedenti, si ritrova ad affrontare la discriminazione di un supermercato locale alla quale chiede assiduamente un lavoro stabile, si prende cura di una donna trattata ingiustamente dal marito e aiuta un ragazzino di nome Darryl che ha assistito all'omicidio di un coetaneo da parte di un suo amico teppista.